# Опсада Јорктауна
Опсада Јорктауна је била одлучујућа победа удружених снага америчке Континенталне армије предвођене генералом Џорџом Вашингтоном и француске војске предвођене грофом од Рошамба над британском војском којом је командовао лорд Корнволис. Као врхунац јорктауншке кампање, показало се да је опсада била последње велика копнена битка у Америчком рату за независност, пошто је Корнволисова предаја и заробљавање његове војске приморало британску владу да оконча рат.
Око 5500 француских војника се 1780. искрцало у Роуд Ајланду да помогну својим америчким савезницима у операција против Британаца у Њујорку. Након доласка поруке из Француске у ком се помињала могућност подршке флоте грофа де Граса из француске Западне Индије, Вашингтон и Рошамбо су одлучили да затраже помоћ од де Граса било у опсади Њујорка или у операцијама против британске војске у Вирџинији. На Рошамбов савет, де Грас је одговорио да намерава да уплови у залив Чесапик, где је Корнволис преузео контролу над војском. Корнволису, коме су у првом тренутку стигла нејасна наређења од претпостављеног официра Хенрија Клинтона, је на крају наређено да изгради одбрањиву луку са дубоком водом, што је он и почео да гради у Јорктауну. Корнволисове покрете у Вирџинији су пратиле снаге Континенталне армије којима је командовао Mаркиз де Лафајет.
Француске и америчке армије су се удружиле северно од Њујорка у лето 1781. Када је стигла вест од де Грасовој одлуци, удружена војска је кренула на југ према Вирџинији и вршила тактичке обмане како би увериле Британце да се планира опсада Њујорка. Де Грас је испловио из Западне Индије и стигао у залив Чесапик крајем августа, довевши додатну војску и обезведивши поморску блокаду Јорктауна. Са собом је носио 500.000 сребрних пезоса сакупљених од становника Хаване да купи залихе за опсаду и исплату Континенталне армије. Док је био у Санто Домингу, де Грас се срео са Франциском Саедорм де Сагронисом, агентом краља Карлоса III. Де Грас је планирао да остави неколико својих ратних бродова у Санто Домингу. Саведра је обећао помоћ шпанске морнарице у заштити француске трговачке флоте, што је могућило де Граду да отплови на север са свим својим бродовима. Почетком септембра, де Грас је бици у заливу Чесапик поразио британску флоту којом је командовао сер Томас Грејвс која је дошла да одблокира Корнволиса. Овом победомде Грас је блокирао сваки Корнволисов покушај да се извуче преко мора. До краја септембра стигли су Вашингтон и Рошамби, па су копнене и морнаричке снаге потпуно опколиле Корнволиса.
Након почетних пропрема, Американци и Французи су оформилисвоје прве линије и почели са бомбардовањем. Након што је британска одбрана ослабила, Вашингтон је 14. октобра 1781. послао две колоне да нападну последње преостало значајно спољашње британско утврђење. Након што је америчка артиљерија пришла ближе и јаче бомбардовала, ситуација на британској страни се брзо погршавала и Корнволис је 17. октобра затражио услове предаје. Након два дана преговора, церемонија предаје се одиграла 19. октобра, без Корнволиса који је тврдио да је болестан. Након заробљавања више од 7000 британских војника, почели су преговори између САД и Велике Британије, што је резултовало Париским миром.